# Мюнстерське єпископство
Мю́нстерське єпи́скопство (лат. Episcopatus Monasteriensis, нім. Bistum Münster) — у 1134–1802 роках церковне князівство у Північно-Західній Німеччині, з центром у місті нижньосаксонському місті Мюнстер, Вестфалія. Утворилося внаслідок розколу Саксонського герцогства. Було складовою Священної Римської імперії. Керувалося католицькими князями-єпископами Мюнстерськими, які контролювали терени князівства і, водночас, очолювали католицьку Мюнстерську діоцезію, що мала більші межі. Перебувало у союзі із сусідніми церковними князівствами Кельна, Падеборна, Оснабрюку, Гільдесгайму і Л'єжу. На заході межувало із Нідерландами, Клеве, Східною Фризією, Ольденбургом, Гановером. Постраждало під час Реформації та Тридцятирічної війни. Окуповане французами 1794 року. Анексоване Пруссією, яка секуляризувала князівство.

## Назва
- Мю́нстерське єпи́скопство (лат. Episcopatus Monasteriensis, нім. Bistum Münster) — офіційна назва.
- Мю́нстерське князівство-єпископство (нім. Fürstbistum Münster) — інша назва.
- Мю́нстерське високопожалування (нім. Hochstift Münster) — інша назва.

## Історія
- 791: засновано Мюнстерське єпископство[1].
- 1134: єпископи Мюнстерські отримали титул князів (фюрстів) Священної Римської імперії[1].
- 1534—1535: Реформація, анабаптитський (протестантський) переворот[1].
- 23 травня 1802: Прусське королівство окупувало Мюнстерське єпископство[1].
- 23 квітня 1803: частина північних земель Мюнстерського єпископства приєднана до герцогства Ольденбурзького; південна частина розділена між Пруссією і сусідніми державами[1].
- 23 жовтня 1806: Нідерланди окупували Мюнстерське єпископство[1].
- 18 листопада 1806—1808: Наполеонівська Франція окупувала Мюнстерське єпископство[1].
- 1 травня 1808: Мюнстерське єпископство приєднане до Бергу і Клеве[1].
- 13 грудня 1810: Мюнстерське єпископство анексоване Францією[1].
- 18 листопада 1813 — 25 травня 1815 року: територія Мюнстерського єпископства керується адміністрацією союзників 6-ї антифранцузької коаліції[1].
- 25 травня 1815: Мюнстерське єпископство поділено — південь відійшов Пруссії, північ — Гановеру[1].

## Державний устрій

### Князі-єпископи
Мюнстерський князь-єпископ (нім. Fürstbischof zu Münster).
- 19 серпня 1688 — 12 листопада 1723: Joseph Clemens Herzog von Bayern (1671—1723)
- 12 листопада 1723 — 6 лютого 1761: Clemens August Herzog von Bayern (1700—1761)
- 6 квітня 1761 — 15 квітня 1784: Maximilian Friedrich Graf von Königsegg und Rotenfels (1708—1784)
- 15 квітня 1784 — 27 липня 1801: Maximilian Franz Erzherzog von Österreich (1756—1835)
- 7 серпня 1801 — 4 грудня 1801: Anton Victor Joseph Johann Raimund Erzherzog von Österreich (1779—1835, титулярний)

### Окупаційна влада
- 3 серпня 1802 — 1803: Maximilian Friedrich Boner, президент Прусської спеціальної організаційної комісії (Spezialorganisationskommission Münster)
- жовтень 1806 — листопад 1806: Herman Willem Daendels 1762—1818), французько-голландський військовий губернатор.